# Wucao Suanjing

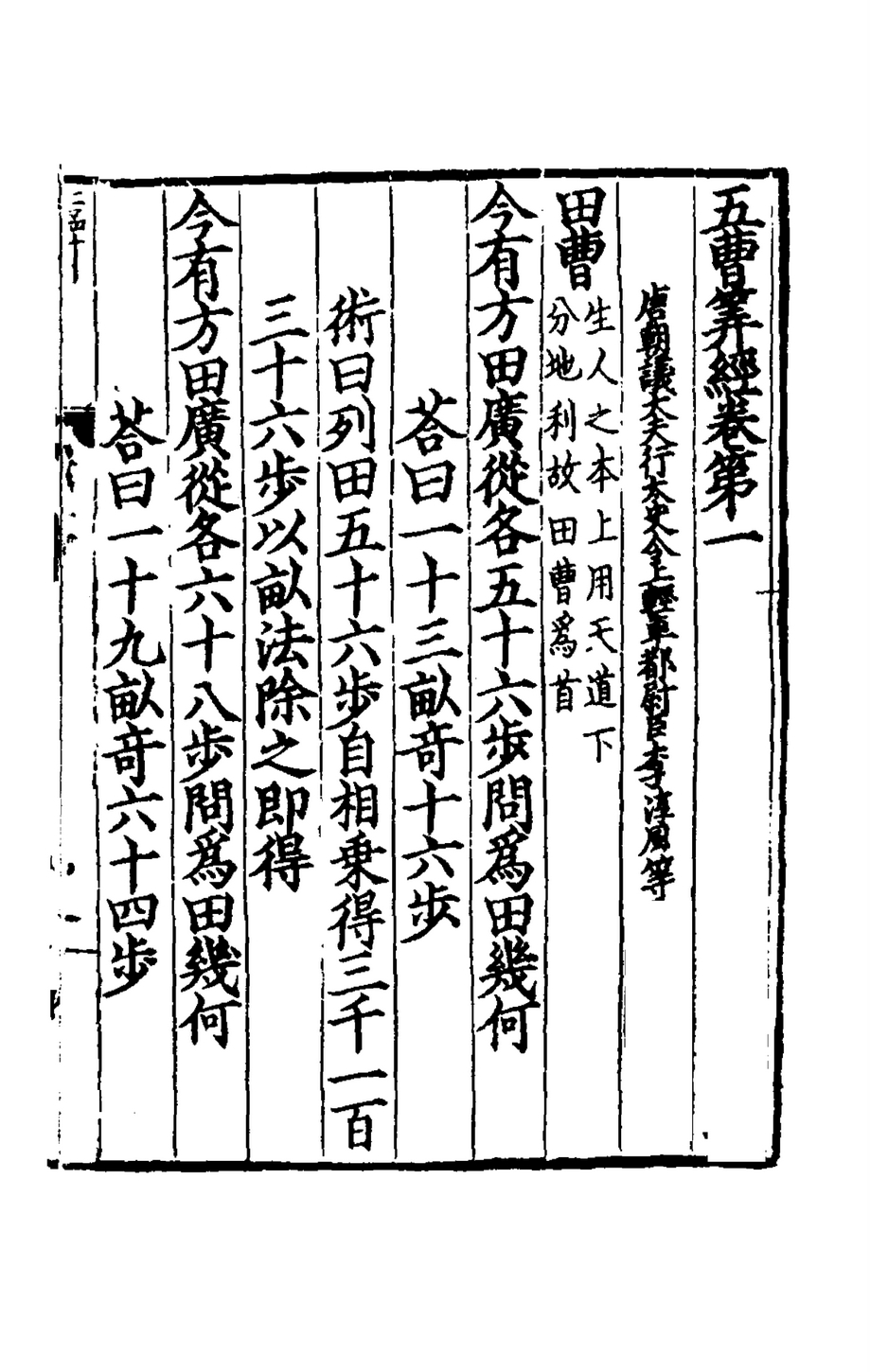
Wucao Suanjing.

El Wucao Suanjing (五曹算经, Wǔcáo Suànjīng, lit. El clásico matemático de los Cinco Departamentos Administrativos) es uno de los textos matemáticos que pertenecen a la colección armada por Li Chunfeng comúnmente nombrada Los diez cánones del cálculo por escritores posteriores. El texto fue diseñado para enseñar a aquellos que buscaban entrar a los cinco departamentos del gobierno: agricultura, guerra, contabilidad, granería y tesorería. Aquí hay un capítulo diseñado para cada uno de estos departamentos. El texto contiene varias fórmulas para encontrar las áreas de diferentes formas de campos. Aunque las fórmulas daban resultados aproximadamente correctos, en realidad, estos eran incorrectos. Esta incorrección motivó a la creación de obras matemáticas posteriores. Las matemáticas aquí presentes no incluían mucho más de procesos de multiplicación y división.

## Aproximación de la fórmula dada enWucao Suanjing
El Wucao Suanjing contiene una interesante aproximación para hallar el área de un cuadrilátero. Esta fórmula, conocida como "la fórmula del topógrafo aparece en antiquísimos textos matemáticos en Mesopotamia, Egipto, Europa, Arabia y la India. Esta fórmula se puede afirmar como:
Área de un cuadrilátero {\displaystyle ={\frac {(a+c)(b+d)}{4}}} cuando {\displaystyle a,b,c\ {\mbox{y}}\ d} son las longitudes de los lados del cuadrilátero.